# Фьорини, Раффаэле
Раффаэ́ле Фьори́ни (итал. Raffaele Fiorini; 15 июля 1828, Пьяноро — 18 октября 1898, Болонья) — итальянский изготовитель музыкальных инструментов, отец Джузеппе Фьорини.

## Биография
Провёл детство в Баццано, где овладел искусством изготовления струнных музыкальных инструментов. Около 1867 года переехал в Болонью, где познакомился со скрипачом и музыкальным педагогом Карло Верарди, который оценил умение молодого мастера и посоветовал ему открыть свою мастерскую. В 1868 году открыл мастерскую и магазин в историческом Палаццо Пеполи, расположенном невдалеке от Болонской консерватории. Вскоре имя Фьорини стало широко известно среди музыкантов за высокое качество произведённых им инструментов благодаря их высокому качеству и звучанию. Фьорини было изготовлено большое количество скрипок, около 60 виолончелей и других инструментов. Он был также известен как умелый реставратор старинных инструментов. Изготовленные Фьорини музыкальные инструменты принесли ему серебряную премию на Международной музыкальной выставке в Ареццо в 1882 году и серебряную премию на Всеитальянской выставке в Турине в 1884 году. После смерти Фьорини его дело унаследовал Армандо Монтерумичи, в то время как сын Джузеппе основал собственное дело по изготовлению музыкальных инструментов, получившее всеевропейскую известность.